# فلاح الماضي
فلاح الماضي (1912-1998) هو قاضي فلسطيني، ولد في قرية إجزم بقضاء حيفا. درس الإبتدائية والإعدادية في مدارس حيفا وعكا، والثانوية في القدس من الكلية العربية، نال درجة البكالوريوس بالحقوق من جامعة دمشق عام 1955، وعلى شهادة في العلوم الإقتصادية. كان عضواً في حركة القوميين العرب بحيفا عام 1947.
توفي في العاصمة الأردنية عام 1988.

## حياته العملية
عمل فلاح الماضي معلماً في مدارس حيفا وبيسان، ومديراً لمدرسة سمخ حتى نكبة عام 1948. هاجر إلى سوريا وعمل مدرساً للغة الإنجليزية، ثم اختير مديراً لمعهد فلسطين الأليانس التابع لوكالة الغوث الدولية. عاد بعدها الى فلسطين ومارس مهنة المحاماة في نابلس ومدن الضفة ثم انتقل الى الأردن وانتخب نائباً لنقيب المحامين الأردنيين لدورتين بين عامي (1966-1969).
اختير عضواً في اللجنة التحضيرية للمجلس الوطني الفلسطيني الأول، وساهم في وضع ميثاق منظمة التحرير، وفي عام 1964 عُين أمين سر للجنة التنفيذية الأولى لمنظمة التحرير. وفي عام 1976عمل قاضياً ومستشاراً قانونياً في دبي ورأس الخيمة، ثم مستشاراً قانونياً لمحاكم إمارة دبي حتى عودته إلى رام الله عام 1991.
كان عضواً في مجلس أُمناء جامعة بيرزيت، وفي جمعية الهلال الأحمر الأردني برام الله، وفي جمعية إنعاش الأسرة في البيرة.